# Kolonidrenge
Kolonidrenge er en dansk dokumentarfilm fra 1936 med instruktion og manuskript af Kaj Wedell Pape og Svend Holbæk.

## Handling
I en af Københavns kommunelærerforenings feriekolonier følger man drengene i det daglige liv. Man ser dem, når de spiller fodbold, på sovesalen, ved aften- og morgentoilette, vej hejsning af flaget, når de bygger grenhytter og ved spisetid. Endvidere følger man dem ved indianerleg og under bade- og strandliv.